# 杰森·琼斯
杰森·琼斯（英文：Jason Jones，中国大陆网民亲切地称其为杰囧丝或杰森·囧丝）是一位出生于1973年6月3日的的加拿大喜剧演员，他以美国深夜脱口秀节目乔恩·斯图尔特每日秀的记者的身份而闻名。

## 生活与事业
琼斯出生在加拿大安大略省哈密尔顿，他毕业于多伦多怀雅逊大学的戏剧系。琼斯在2001年与同为加拿大籍的每日秀记者萨曼莎·比结婚，婚后育有两女一男，大女儿派珀·比-琼斯出生于2006年，大儿子弗莱彻·比-琼斯生于2008年，二女儿里普利·比-琼斯生于2010年。

### 乔恩·斯图尔特每日秀
在2005年9月，杰森·琼斯加入了每日秀的团队。当他的妻子萨曼莎·比在同年12月底请探亲假离开了每日秀后，他被升职为正式的全职记者。琼斯后来在日德兰邮报穆罕默德漫画事件、卡尔·芒戴在公共图书馆浏览色情网站事件中作为记者为每日秀作出了巨大的贡献，在前记者罗布·科尔锥离开每日秀时，他说：“杰森·琼斯为这个行业提高了太多门槛，我不能做到像他那么好。”后来，琼斯和妻子萨曼莎·比都成为了每日秀的资深记者。
琼斯在2009年被派往伊朗采访绿色革命他在伊朗采访了新闻周刊记者、在2009年伊朗总统大选后被当局逮捕的马兹亚尔·巴哈里，后来当局的审讯指控巴哈里犯有间谍罪，其中一项指证是他接受了琼斯的采访。

### 其他工作
琼斯与他的加拿大喜剧小品艺术团Bobroom合作各种影视作品，他还是2005年风格电视网的节目工艺坊死亡竞赛的主持人。他曾与同为Bobroom的资深团友迈克·比弗共同写剧本、共同出演、共同制作2004年的电影火腿与奶酪，该片获得了六个加拿大喜剧奖的提名。他有出现在CBS的喜剧老爸老妈的浪漫史中饰演过托尼，他两次出现在NBC的系列电视剧法律与秩序中。琼斯与妻子目前在参与讲述一位名人厨师的CBS情景喜剧的拍摄，琼斯在剧中饰演一位名人厨师。琼斯还出演过啤酒品牌百威和摩森的广告。他曾在2010年参演过ABC的情景喜剧如何成为一个更好的美国，但是在播出第一季后该项目就被高层砍掉了。